# Elfyn Evans
Elfyn Evans (28. prosince 1988 Dolgellau, Wales) je velšský rallyový závodník, v současné době tovární pilot týmu Toyota. V minulosti závodil též v barvách týmu Malcolma Wilsona - M-Sport.

## Kariéra
Elfyn je synem bývalého jezdce WRC jež jezdil u Fordu, SEATu a MG a šampióna britského mistrovství v rally z roku 1996 Gwyndafa Evanse, a je sponzorován jejich rodinným obchodním zastoupením Fordu v Dolgellau, které založil jeho pradědeček v Dinasu, přejmenovaném na Gwyndaf Evans Motors v roce 1983.
Od roku 2007 Evans jezdil s Fordem Fiesta produkční třídy třídy N v rámci Ford Fiesta Sporting Trophy . V roce 2007 se zúčastnil Rally GB ve Walesu.
V roce 2010 Evans vyhrál britský šampionát juniorů v rally a byl vítězem britské série Ford Fiesta Trophy. Také vyhrál Pirelli Star Driver, výhrou byla financovaná sezóna ve skupině N se Subaru Impreza s podporou Pirelli, tým provozuje TEG Sport, který vyhrál šampionát - cena v hodnotě přesahující 200 000 £.
V roce 2012 si Evans zajistil titul ve WRC Academy (dnes JWRC), titul R2 v British Rally Championship (BRC) a vyhrál i britskou Fiesta Sport Trophy. Kromě toho vyhrál na konci roku mezinárodní rozstřel FST. V roce 2013 pomáhal vyvíjet vozy pro M-Sport, přičemž dostal příležitost ve vozech Ford Fiesta R5 a především na Rally Sardinie ve voze Ford Fiesta RS WRC.

## Výsledky

### WRC
| Rok  | Tým                     | Vůz                    | 1       | 2       | 3       | 4      | 5       | 6     | 7       | 8       | 9      | 10      | 11      | 12      | 13      | 14    | 15  | 16     | Pos. | Body |
| ---- | ----------------------- | ---------------------- | ------- | ------- | ------- | ------ | ------- | ----- | ------- | ------- | ------ | ------- | ------- | ------- | ------- | ----- | --- | ------ | ---- | ---- |
| 2007 | Elfyn Evans             | Ford Fiesta ST         | MON     | SWE     | NOR     | MEX    | POR     | ARG   | ITA     | GRE     | FIN    | GER     | NZL     | ESP     | FRA     | JPN   | IRE | GBR 42 | NC   | 0    |
| 2011 | Elfyn Evans             | Ford Fiesta R2         | SWE     | MEX     | POR     | JOR    | ITA     | ARG   | GRE     | FIN Ret | GER    | AUS     | FRA 16  | ESP     | GBR Ret |       |     |        | NC   | 0    |
| 2013 | Qatar M-Sport WRT       | Ford Fiesta RRC        | MON     | SWE     | MEX     | POR 23 | ARG     | GRE   |         |         |        |         |         |         |         |       |     |        | 12.  | 20   |
| 2013 | Qatar M-Sport WRT       | Ford Fiesta RS WRC     |         |         |         |        |         |       | ITA 6   |         |        |         |         |         |         |       |     |        | 12.  | 20   |
| 2013 | Qatar M-Sport WRT       | Ford Fiesta R5         |         |         |         |        |         |       |         | FIN Ret | GER 6  | AUS     | FRA 11  | ESP Ret | GBR 8   |       |     |        | 12.  | 20   |
| 2014 | M-Sport WRT             | Ford Fiesta RS WRC     | MON 6   | SWE Ret | MEX 4   | POR 22 | ARG 7   | ITA 5 | POL 35  | FIN 7   | GER 4  | AUS 8   | FRA 6   | ESP 14  | GBR 5   |       |     |        | 8.   | 81   |
| 2015 | M-Sport WRT             | Ford Fiesta RS WRC     | MON 7   | SWE 6   | MEX 4   | ARG 3  | POR 64  | ITA 4 | POL Ret | FIN 12  | GER 6  | AUS 9   | FRA 2   | ESP 34  | GBR 6   |       |     |        | 7.   | 89   |
| 2016 | M-Sport WRT             | Ford Fiesta R5         | MON 8   | SWE 9   | MEX     | ARG 17 | POR 30  | ITA   | POL 13  | FIN 11  | GER    | CHN C   | FRA 11  | ESP     | GBR WD  | AUS   |     |        | 21.  | 6    |
| 2017 | M-Sport WRT             | Ford Fiesta WRC        | MON 6   | SWE 6   | MEX 9   | FRA 21 | ARG 2   | POR 6 | ITA Ret | POL 8   | FIN 2  | GER 6   | ESP 7   | GBR 1   | AUS 5   |       |     |        | 5.   | 128  |
| 2018 | M-Sport Ford WRT        | Ford Fiesta WRC        | MON 6   | SWE 14  | MEX Ret | FRA 5  | ARG 6   | POR 2 | ITA 14  | FIN 7   | GER 25 | TUR 12  | GBR 20  | ESP 3   | AUS 6   |       |     |        | 7.   | 80   |
| 2019 | M-Sport Ford WRT        | Ford Fiesta WRC        | MON Ret | SWE 5   | MEX 3   | FRA 3  | ARG Ret | CHL 4 | POR 5   | ITA 4   | FIN WD | GER     | TUR WD  | GBR 5   | ESP 6   | AUS C |     |        | 5.   | 102  |
| 2020 | Toyota Gazoo Racing WRT | Toyota Yaris WRC       | MON 3   | SWE 1   | MEX 4   | EST 4  | TUR 1   | ITA 4 | MNZ 29  |         |        |         |         |         |         |       |     |        | 2.   | 114  |
| 2022 | Toyota Gazoo Racing WRT | Toyota GR Yaris Rally1 | MON 21  | SWE Ret | CRO 5   | POR 2  | ITA 40  | KEN 2 | EST 2   | FIN 4   | BEL 2  | GRE Ret | NZL Ret | ESP 6   | JPN 5   |       |     |        | 4.   | 134  |